# Мемориальное кладбище ООН
Мемориальное кладбище Организации Объединенных Наций (англ. United Nations Memorial Cemetery, кор. 유엔기념공원 Юен-кинём-конвон), официальное название — Мемориальное кладбище Организации Объединенных Наций в Корее (англ. United Nations Memorial Cemetery in Korea, UNMCK, кор. 재한유엔기념공원 Чэхан-Юен-кинём-конвон), расположенный в Намку города Пусан, Республика Корея мемориал военнослужащим многонационального контингента ООН, которые погибли в Корейской войне. Находится в городе Пусан, Южная Корея. Это единственное кладбище Объединенных Наций в мире.
На кладбище похоронено около 2300 солдат и других лиц, которые принимали участие в Корейской войне. Площадь кладбища более 14 гектаров.

## История

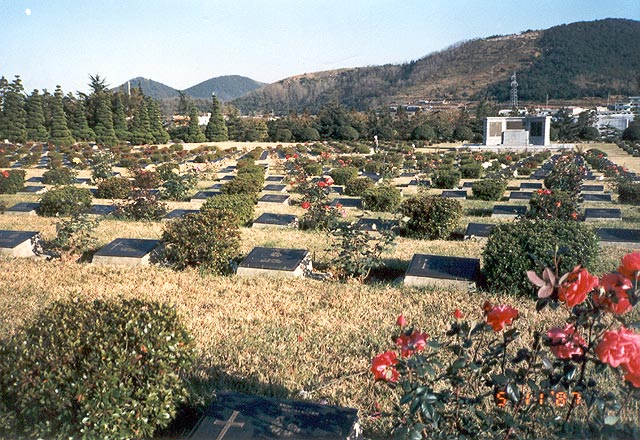

Мемориальное кладбище было создано Организацией Объединенных Наций в 1951 году. В 1955 году Национальная ассамблея Кореи приняла решение выделить землю в бессрочное пользование.
15 декабря 1955 года Генеральная ассамблея ООН приняла резолюцию, в которой говорится о том, что ООН будет управлять кладбищем на постоянной основе. В ноябре 1959 года а Южная Корея и ООН пришли к согласию относительно создания, управления и ухода за Мемориальным кладбищем Организации Объединенных Наций в Корее.
В наши дни кладбищем руководит Комиссия по Мемориальному кладбищу Организации Объединенных Наций (CUNMCK), которая состоит из представителей 11 стран.
Генсеки ООН воздерживались от посещения кладбища, однако 30 ноября 2011 года Пан Ги Мун стал первым главой ООН, который посетил Мемориальное кладбище ООН в Республике Корея.